# Operclipygus assimilis
Operclipygus assimilis (лат.) — вид мелких жуков-карапузиков из подсемейства Histerinae, (Exosternini). Южная Америка: Коста-Рика.

## Описание
Длина 1,97 мм, ширина 1,47 мм. Цвет красновато-коричневый. От близких видов отличается следующими признаками: пронотум со всей боковой третью диска грубо пунктирован; пропигидиальные пунктуры более плотные, разделены примерно половиной своего диаметра; простернальные килевые полосы простираются вперед почти до престернального шва, простернальный киль не сужен в переднем направлении. Этот вид может быть отделен от похожих видов менее сильно вдавленной эпистомой, большим прескутеллярным вдавлением, многочисленными латеральными пронотальными точками, полной латеральной субмаргинальной пронотальной полосой и глубокой, полной маргинальной пигидиальной бороздой. Вид был впервые описан в 2013 году энтомологами Майклом Катерино (Michael S. Caterino) и Алексеем Тищечкиным (Santa Barbara Museum of Natural History, Санта-Барбара, США). Вид O. assimilis был отнесён к группе видов Operclipygus hospes, близок к видам Operclipygus praecinctus и Operclipygus ignifer.